# الأكاديمية الملكية السويدية للعلوم الهندسية
الأكاديمية الملكية السويدية للعلوم الهندسية (بالسويدية: Kungliga Ingenjörsvetenskapsakademien، ويختصر الاسم إلى IVA) هي إحدى الأكاديميات الملكية في السويد، وهي أقدم أكاديمية علوم هندسية في العالم. أُنشئت بمرسوم من الملك غوستاف الخامس في 24 أكتوبر 1919. وهي منظمة مستقلة، تهدف إلى تشجيع التواصل والتبادل بين مجالات الأعمال والبحث العلمي والحكومة في السويد والعالم.